# Венедиктов Олексій Олексійович

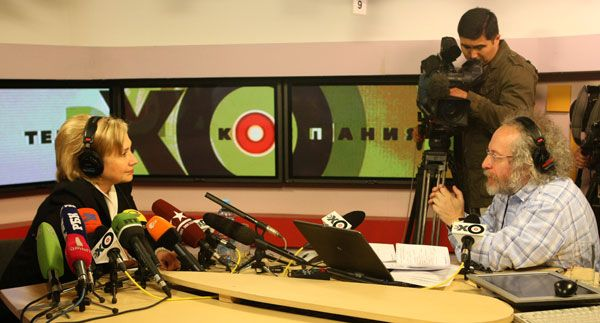
Олексій Венедиктов та Гілларі Клінтон

Олексій Олексійович Венедиктов (рос. Алексей Алексеевич Венедиктов; нар. 18 грудня 1955, Москва) — російський пропагандист, головний редактор, співвласник (18 % акцій) і ведучий передач радіостанції «Ехо Москви», президент «Эхо-ТВ».

## Біографія
Народився в родині Олексія Миколайовича Венедиктова (1932—1955), загиблого за тиждень до народження сина офіцера підводного човна, та Елеонори Абрамівни Рабінович (пізніше — Беркович, 1932—1998), лікаря-рентгенолога. Дід з боку батька, Микола Андріянович Венедиктов (1910-?), керівний працівник НКВС — був членом Військового трибуналу Брянського фронту, потім — членом колегії Військового трибуналу Першого Білоруського фронту. Бабуся з боку батька — Ніна Абрамівна Диховична (1914—2006), архітектор. Брат бабусі — Володимир Абрамович Диховичний, був артистом фронтової агітбригади.. Племінник бабусі — відомий російський режисер Іван Диховичний.
Після школи вступив на вечірнє відділення історичного факультету МДПІ, одночасно з цим працював листоношею. Після закінчення інституту в 1978 році протягом 12 років викладав історію в ЗОШ № 875 міста Москви. Так само викладав наприкінці 1970-х в середній школі № 177.
Як журналіст — учень Володимира Мукусєва. На радіостанції «Ехо Москви» працює з серпня 1990 року. Починав з посади газетного оглядача і кореспондента (зокрема, був в Білому домі під час протистояння президента Бориса Єльцина і Верховної Ради), потім став політичним оглядачем, очолив інформаційну службу і, нарешті, в лютому 1998 року обраний на пост головного редактора радіостанції.
З 2002 року — президент телекомпанії «Ехо-ТВ». У вересні 2006 року спробував себе як ведучого програми телеканалу «Домашній» «В колі світла». Володіє 18 % акцій ЗАТ «Ехо Москви».

## Від'їзд з Росії
В середині березня 2015, після убивства Нємцова і появи інформації, що його ім'я теж присутнє в «розстрільних списках» путінських спецслужб, покинув Росію через загрозу життю.

## Нагороди та премії
- Медаль ордена «За заслуги перед Вітчизною» II ступеня (3 грудня 1999) — за заслуги в області культури і у зв'язку з 75-річчям радіомовлення в Росії[8]
- Кавалер ордена Почесного легіону (Франція)[9]
- Лауреат премії «Золоте перо Росії» (1996)[10][11]
- Відзначений нагородою за високий професіоналізм і особисту мужність при роботі в гарячих точках (1997)[11].
- Лауреат премії імені Артема Боровика[12]
- Лауреат премії ім. В. Висоцького «Своя колія» (2004)[13]
- Медаль Ради Безпеки Російської Федерації (1998)[11].